# St. Andreas (Lampertheim)

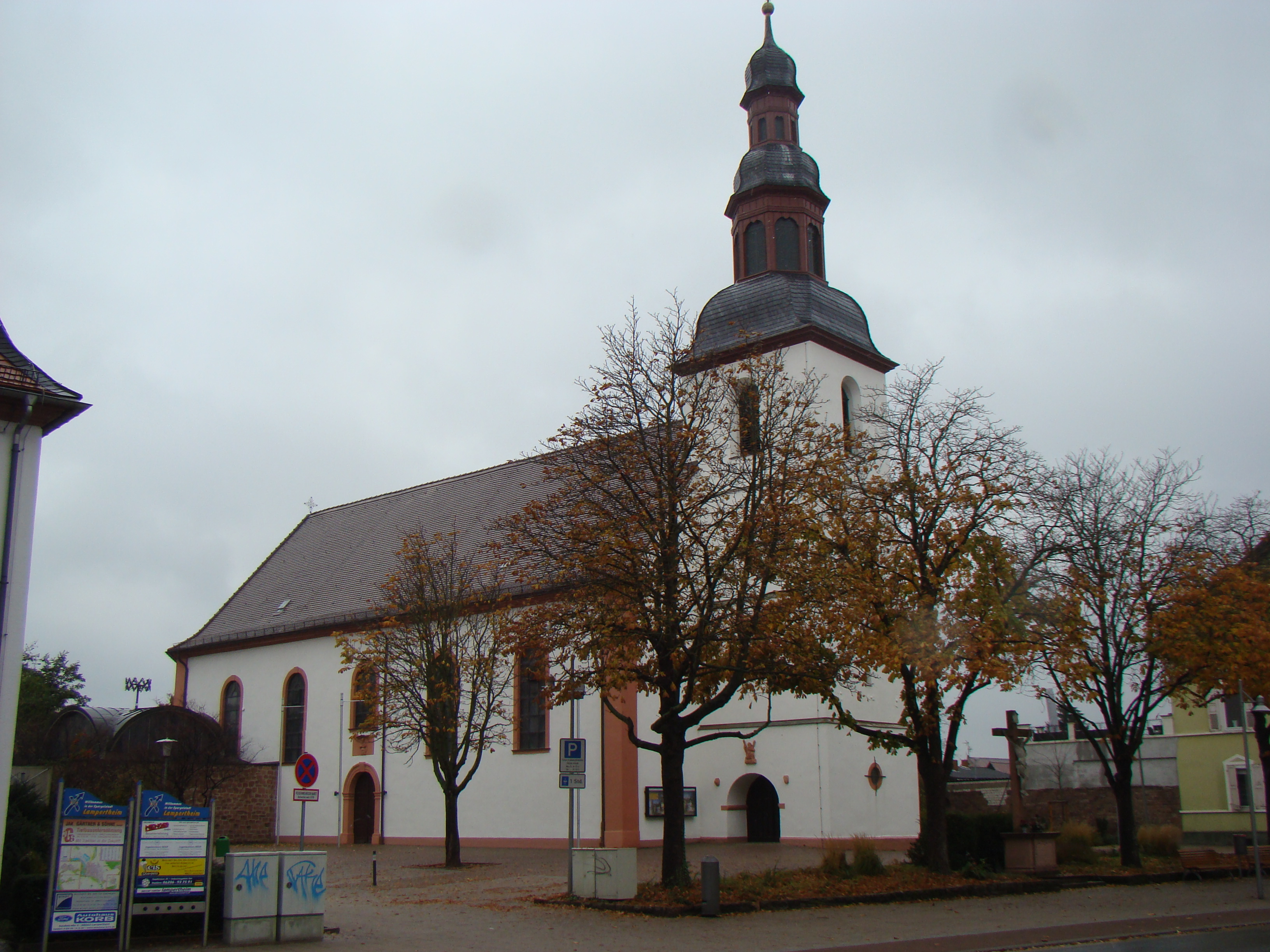
St. Andreas (Lampertheim)

Die römisch-katholische, denkmalgeschützte Filialkirche St. Andreas steht in Lampertheim im Landkreis Bergstraße in Hessen. Die Kirche ist eine von mehreren Kirchen in der 2025 neu gegründeten Pfarrei Alfred Delp Südliches Ried, welche zum Bistum Mainz gehört.

## Beschreibung
Die Saalkirche wurde durch das Andreasstift Worms 1770/1771 als Ersatz für den baufälligen Vorgängerbau errichtet. Der ursprüngliche Kirchturm im Westen des Vorgängerbaus wurde als Eingang zum nunmehr nach Süden ausgerichteten Kirchenschiff beibehalten. 1715 wurde er mit einer glockenförmigen Haube bedeckt, auf der eine zweistufige Laterne sitzt. Über dem Portal auf der Ostseite des Turms befindet sich die Statuette aus Stuck des Apostels Andreas, des Schutzpatrons. Das ehemalige Portal von Balthasar Nick im Westen des Vorgängerbaus befindet sich heute in der südlichen Wand des Turms. 1964 wurde eine Kapelle nach einem Entwurf von Hansjakob Lill angebaut.

## Geläute
Im Glockenstuhl des Kirchturms hängen fünf Kirchenglocken:
| Name der Glocke  | Schlagton | Gewicht (kg) | Durchmesser (cm) | Gießer                      | Gießort    | Gießjahr |
| ---------------- | --------- | ------------ | ---------------- | --------------------------- | ---------- | -------- |
| Herz-Jesu-Glocke | f′+2      | 710          | 111              | Karl Hamm                   | Regensburg | 1924     |
| Marienglocke     | g′+2      | 610          | 97               | Friedrich Wilhelm Schilling | Heidelberg | 1963     |
| Andreasglocke    | b′-1      | 300          | 83               | Karl Hamm                   | Regensburg | 1924     |
| Johannesglocke   | c″-1      | 230          | 71               | Schilling                   | Heidelberg | 1963     |
| Silberglöckchen  | es″-1     | 94           | 56               | Anselm Franz Speck          | Heidelberg | 1789     |